# 扇澤延男
扇澤 延男（おおぎざわ のぶを、1956年11月29日 - ）は日本の脚本家。本名は同じ。北海道出身。早稲田大学第二文学部出身。一時期「扇沢延男」の名でも活動。

## 略歴
シナリオセンターで師事していた金子成人の紹介によりテレビ朝日で企画書やプロットの執筆などを手掛けた後、同局のプロデューサー・小関明を通じ『超人機メタルダー』で脚本家デビュー。その後久世光彦率いるKANOXに参加し、1時間ドラマや月9ものを手掛ける傍ら、子供向けの特撮番組や刑事ドラマなどのジャンル物も多数手掛ける。弱者の悲哀や公権力の腐敗・暴走などにスポットを当てた社会性の強い作風が多い。系譜上は倉本聰の孫弟子にあたる。
一方で後進の育成にも尽力し、日本脚本家連盟講師としてトムス・エンタテインメント運営のシナリオライター養成塾にも関わった。
長年メタルヒーローシリーズの脚本を中心に活動していたが、『燃えろ!!ロボコン』最終回後は、主にアニメや2時間ドラマの脚本を多く手がけている。このことについて本人は「『ロボコン』が終わった後、扇澤は特撮を卒業したとか言われてるけど声が掛からないだけ。いまでもプロデューサーからの誘いを待ってるんですよ」とコメントしている。

## エピソード
脚本家の宮下隼一は、扇澤はメインライターでは好きなことが出来ないため絶対にやらないと宣言していると証言している。
『仮面ライダー電王』などの脚本家・小林靖子は扇澤が脚本を務めた『特警ウインスペクター』第25話「雨に泣くロボット」を見て脚本家になろうと決意したと語っている。その後、小林が脚本家としてデビュー。彼女が扇澤と共に『重甲ビーファイター』のサブライターを担当していた当時「東映は新人養成学校じゃない」との上層部の意見で、それまでの作品に参加していた新人ライターの多くが一掃された。その際、扇澤は同作品に参加していた宮下と共に彼女をかばったという。

## 主な脚本作品

### テレビドラマ
- オレ達の探偵物語
- 荒野のテレビマン
- 明日はアタシの風が吹く
- なんだらまんだら
- 世にも奇妙な物語（「闇の精霊たち」「電気じかけの幽霊」「ラッキー小泉」「言葉のない部屋」）
- 東芝日曜劇場 ハッカの風吹く町で
- 東芝日曜劇場 除雪車より愛をこめて
- 怪談 KWAIDAN III 牡丹燈籠
- 刑事追う!
- さむらい探偵事件簿
- 月曜ドラマスペシャル 斜光
- はれ時々くもり
- 警視庁鑑識班
- 暴れん坊将軍
- はみだし刑事情熱系 PART5
- 殺人銀行 強盗たちはなぜ殺されたのか?
- 弁護士 朝吹里矢子
- 捜査検事・近松茂道
- 銀座まんまんなか!
- 金曜エンタテイメント特別企画 踊る!親分探偵
- 月曜時代劇 銭形平次2
- 作家・如月祥子の事件ルポ
- さいはての向日葵
- ご近所探偵・五月野さつき
- 女取調官
- 松本清張ドラマスペシャル・死の発送
- 所轄刑事
- 塔馬教授の天才推理

### 特撮
- 超人機メタルダー
- 世界忍者戦ジライヤ
- 機動刑事ジバン
- 特警ウインスペクター
- 特救指令ソルブレイン
- 特捜エクシードラフト
- 特捜ロボ ジャンパーソン
- ブルースワット
- 重甲ビーファイター
- ビーファイターカブト
- ビーロボカブタック
- テツワン探偵ロボタック
- 燃えろ!!ロボコン

### アニメ
- 名探偵コナン（「扇沢延男」名義）
- 天使な小生意気（シリーズ構成）
- 無限戦記ポトリス
- モンキーパンチ漫画活動大写真（シリーズ構成）
- ゴルゴ13

### 映画
- 身障犬ギブのおくりもの

### ビデオ
- 特命警察 盲目刑事

### 小説
- 寄ってたかって（新波出版ショートストーリー）